# Championnats d'Europe d'haltérophilie 2007
Navigation
Édition précédente Édition suivante
Les championnats d'Europe d'haltérophilie 2007, quatre-vingt-sixième édition des championnats d'Europe d'haltérophilie, ont eu lieu en 2007 à Strasbourg, en France.